# 쿠스코? 쿠스코! (애니메이션)

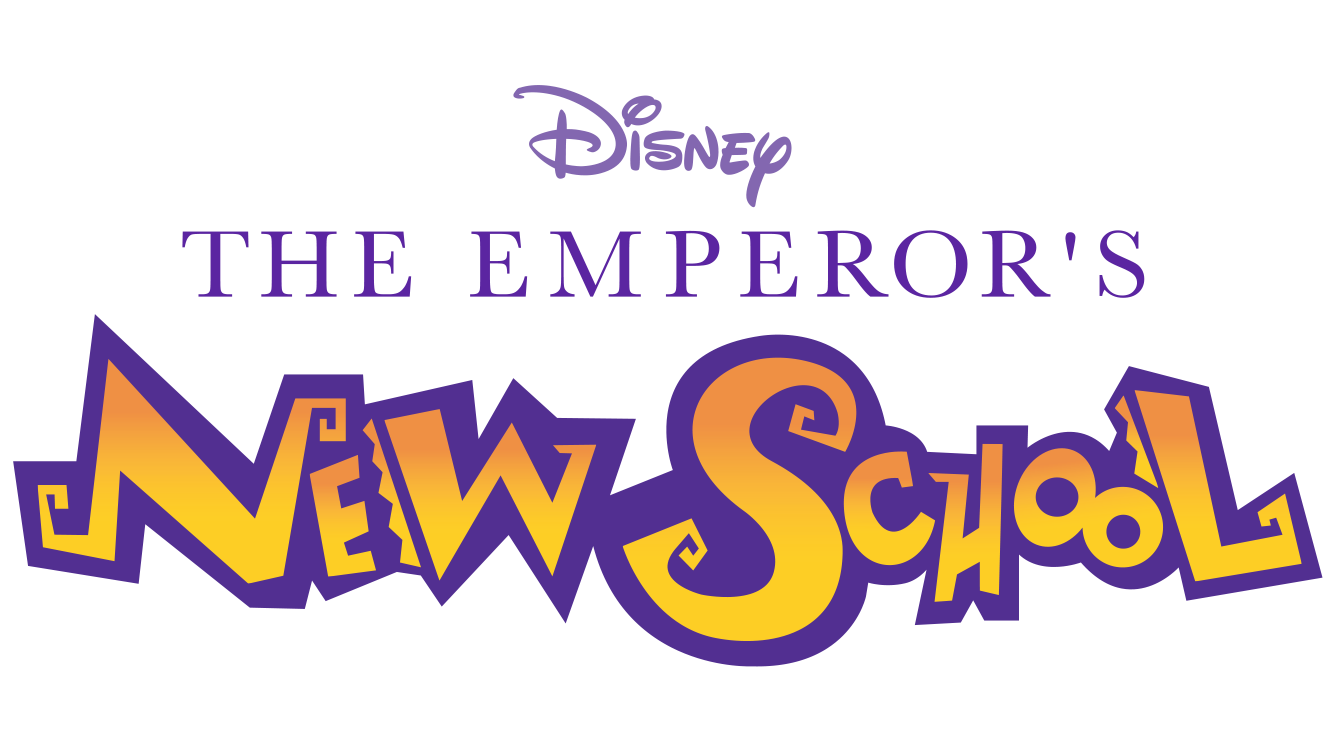

쿠스코? 쿠스코!(The Emperor's New School)는 마크 딘달(Mark Dindal)이 제작한 미국 애니메이션 TV 시리즈로 2006년 1월부터 2008년 11월까지 두 시즌 동안 디즈니 채널에서 방영되었다. 2000년 영화 쿠스코? 쿠스코!(The Emperor's New Groove)의 두 번째 속편으로, 직접 비디오 제작에 이어 제작되었다. 2005년 영화 쿠스코? 쿠스코! 2가 개봉됐다. 이 시리즈는 잉카 제국의 황제가 되기 위해 쿠스코 아카데미를 졸업해야 하는 쿠스코를 중심으로 한다. 그의 전 고문이었던 이즈마(Yzma)는 그를 대신하여 황후가 될 수 있도록 그를 방해할 계획을 세운다. 그녀는 부하 크롱크의 도움을 받고, 쿠스코는 마을 주민 파차와 동료 학생 말리나의 도움을 받는다. 이 시리즈는 쿠스코가 자주 시청자에게 직접적으로 설명하는 실제 코미디와 자기 인식 톤(self aware tone)을 결합한다.
월트 디즈니 컴퍼니는 쿠스코? 쿠스코!가 신디케이션에서 높은 평가를 받은 후 시리즈를 개발했다. 영화 출연진 대부분은 시리즈에서 자신의 역할을 재현했다. J. P. 마누는 데이비드 스페이드를 쿠스코로 대체했고 프레드 태터쇼어는 원래 배우 존 굿맨이 두 번째 시즌에 돌아올 때까지 파차(Pacha)를 연기했다. 이 작품은 영화의 독특한 예술 스타일 요소를 보존하기 위해 전통적인 2D 애니메이션을 사용했다. 쿠스코의 사회적 예절 부족을 탐구하고 청소년기의 일상적인 도전에 기초한 스토리 라인을 제공하기 위해 고등학교 환경을 선택했다.
2006년 1월 쿠스코? 쿠스코!는 디즈니 채널, ABC, 툰 디즈니 및 디즈니 채널 온 디맨드(Disney Channel On Demand) 등 4개 플랫폼에서 초연되었다. 두 시즌 모두 아이튠즈 스토어의 디지털 다운로드와 디즈니+를 통한 스트리밍을 통해 배포되었다. 이 작품은 비평가들로부터 엇갈린 평가를 받았다. 몇몇 평론가는 키트(Kitt)의 성우 연기를 칭찬했지만 다른 평론가는 캐릭터가 마음에 들지 않는다고 생각하고 말리나(Malina)의 성 차별적 객관화를 비판했다. 이 작품은 또한 교육적 가치가 최소화되고 사회적으로 공격적인 행동이 빈번하게 나타난다는 비판을 받았다.